# Palliduphantes berlandi
Palliduphantes berlandi là một loài nhện trong họ Linyphiidae.
Loài này thuộc chi Palliduphantes. Palliduphantes berlandi được Jean-Louis Fage miêu tả năm 1931.